# Slobozia Mare
Slobozia Mare è un comune della Moldavia situato nel distretto di Cahul di 5.960 abitanti al censimento del 2004.